# Borough of Waverley
Borough of Waverley är ett distrikt (motsvarande kommun) i grevskapet Surrey i England, Storbritannien. Distriktet har 130 063 invånare (2022). Större orter är Cranleigh, Farnham, Godalming och Haslemere. Distriktet är indelat i 21 civil parishes. 